# Kocabey
Kocabey ist ein türkischer männlicher Vorname und Familienname. Der Name ist gebildet aus den Elementen koca (dt.: „alt und weise“) und bey (dt.: „Herr“, Anrede nach dem Vornamen).

## Namensträger

### Familienname
- Bülent Kocabey (* 1984), türkischer Fußballspieler
- Mustafa Kocabey (* 1974), türkischer Fußballspieler

## Sonstiges
- Kocabey (Şavşat), Dorf in der türkischen Provinz Artvin